# 1890
1890 (MDCCCXC) je bilo navadno leto, ki se je po gregorijanskem koledarju začelo na sredo, po 12 dni počasnejšem julijanskem koledarju pa na ponedeljek.

## Dogodki
- 3. julij - Idaho se pridruži ZDA.

## Rojstva
- 10. februar - Boris Leonidovič Pasternak, ruski pisatelj, pesnik, nobelovec 1958 († 1960)
- 11. februar - Stanko Bloudek, slovenski inženir, letalski konstruktor, načrtovalec in graditelj športnih objektov, športni funkcionar  († 1959)
- 29. marec - sir Harold Spencer Jones, angleški astronom († 1960)
- 4. april - Števan Kühar novinar in propagandist († 1963)
- 6. april - André-Louis Danjon, francoski astronom († 1967)
- 9. september - Kurt Lewin, nemški psiholog († 1947)
- 23. september - Friedrich Paulus, nemški feldmaršal († 1957)
- 25. september - Grigorij Mihajlovič Semjonov, ruski general in ataman bajkalskih kozakov († 1946)
- 12. december - Kazimierz Ajdukiewicz, poljski logik in filozof († 1963)

## Smrti
- 3. februar - Christoph Hendrik Diederik Buys Ballot, nizozemski meteorolog (* 1817)
- 7. maj - James Nasmyth, škotski inženir, ljubiteljski astronom (* 1808)
- 18. julij - Christian Heinrich Friedrich Peters, nemško-ameriški astronom (* 1813)
- 11. avgust - John Henry Newman, angleški teolog, katoliški kardinal, traktarijanec (* 1801)
- 26. december - Heinrich Schliemann, nemški arheolog (* 1822)
- 8. september - Jurij Šubic, slovenski slikar (*1855)